# 福留茜
福留茜は日本の画家。身長173cm。血液型A型。

## 人物
鳥取県米子市出身。1987年生まれ。個展、デザインフェスタなどに出演している。
生まれた時に助産師に「元気な女の子です！」と間違えられた。